# Midnight Madness (album de Night Ranger)
Albums de Night Ranger
Dawn Patrol
(1982) Seven Wishes
(1985)
Singles
Midnight madness est le deuxième album studio publié en octobre 1983 par Night Ranger sur le label MCA. Produit par Pat Glasser, cet album a été certifié disque de platine par la RIAA le 19 juin 1984 et contient plusieurs hit-singles :
- (You Can Still) Rock in America, classé à la cinquante et unième position du Billboard Hot 100 le 28 janvier 1984
- Sister Christian, à ce jour le plus grand succès du groupe classé à la cinquième position du Billboard Hot 100 le 9 juin 1984
- When you Close your Eyes, classé à la quatorzième position du Billboard Hot 100 le 29 septembre 1984

## Titres
- (You Can Still) Rock in America (Blades, Gillis) - 4:16
- Rumours in the Air (Blades) - 4:33
- Why Does Love Have to Change (Blades) - 3:49
- Sister Christian (Keagy) - 5:03
- Touch of Madness (Blades) - 5:01
- Passion Play (Blades) - 4:43
- When You Close Your Eyes (Blades, Fitzgerald, Gillis) - 4:19
- Chippin' Away (Blades, Gillis) - 4:13
- Let Him Run (Blades, Keagy, Watson) - 3:29

## Musiciens
- Jack Blades : basse, chant
- Jeff Watson : guitare
- Brad Gillis : guitare
- Alan Fitzgerald : claviers
- Kelly Keagy : batterie, chant